# Parakiefferiella wuelkeri
Parakiefferiella wuelkeri är en tvåvingeart som beskrevs av Moubayed 1994. Parakiefferiella wuelkeri ingår i släktet Parakiefferiella och familjen fjädermyggor.
Artens utbredningsområde är Algeriet. Inga underarter finns listade i Catalogue of Life.